# Thảo nguyên Á-Âu

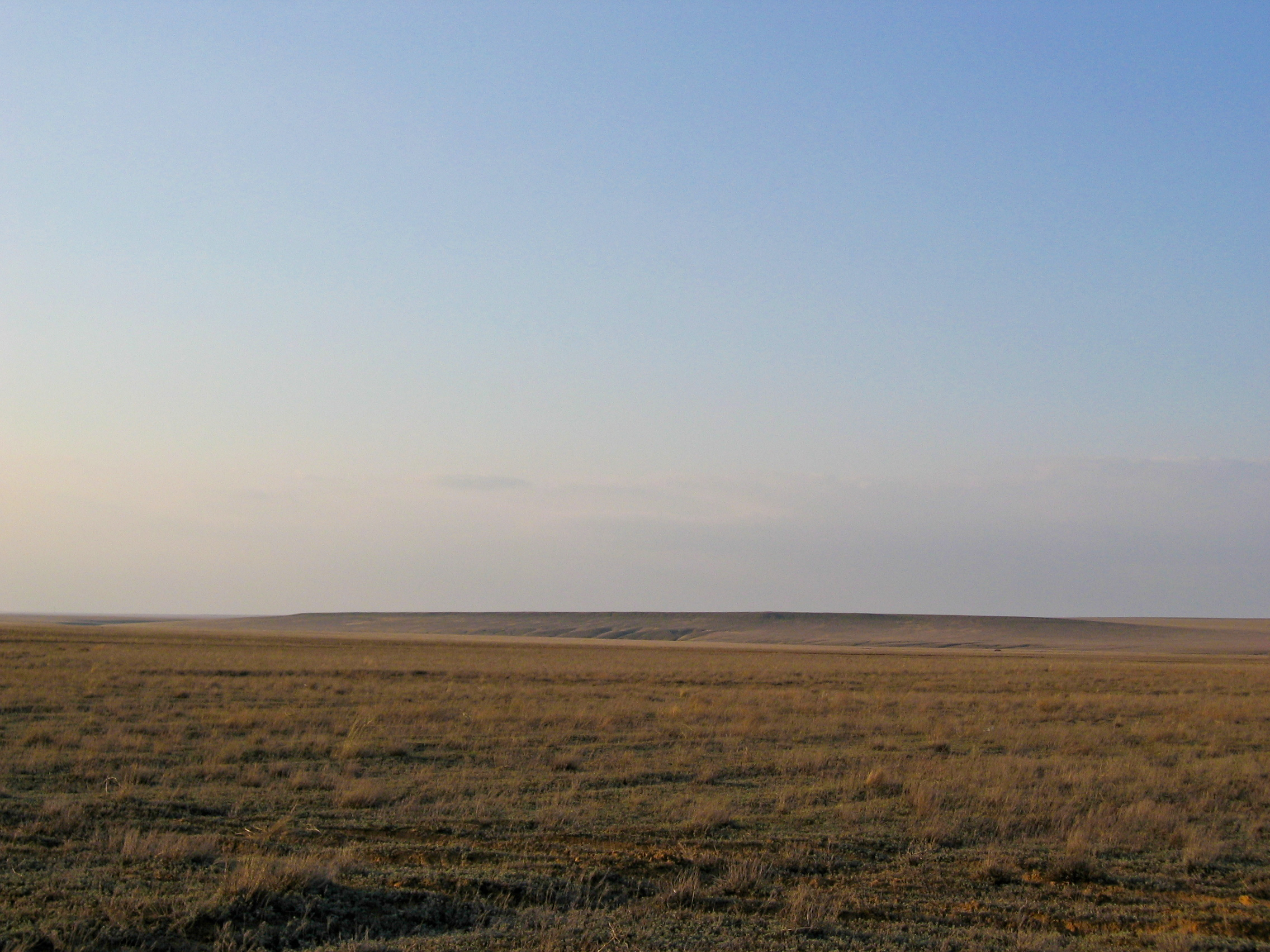
Thảo nguyên ở miền tây Kazakhstan vào đầu mùa xuân

Trong địa lý tự nhiên Đông Âu và Trung Á, thảo nguyên châu Âu hay còn gọi là steppe, chỉ đến các đồng cỏ gần như không có cây gỗ (trừ các vùng gần sông và hồ) nằm trên lục địa Á-Âu; nó giống như các kiểu đồng cỏ khác, nhưng đồng cỏ thường có cỏ cao, trong khi thường có cỏ thấp ở thảo nguyên. Nó có thể có khí hậu nửa sa mạc, hay có cỏ hay cây bụi, hoặc có cả hai, tùy mùa và vĩ độ. Kiểu đồng cỏ này không có tại Việt Nam và tên gọi của nó trong một số ngôn ngữ Slav là степь (Nga) hay степ (Bulgaria, Ukraina), được vay mượn sang một số ngôn ngữ Tây Âu thành steppe (Đức, Pháp, Anh) hay Esteppa/Steppa (Bồ Đào Nha, Tây Ban Nha, Italy) v.v
Thuật ngữ này cũng có thể để nói tới khí hậu ở những miền quá khô để thể hỗ trợ rừng, nhưng không đủ khô để được gọi là sa mạc. Nó thường gặp ở những miền không nhiều mưa. Đất ở thảo nguyên thường cũng ẩm hơn ở sa mạc nhưng quá khô để hỗ trợ rừng. Thảo nguyên nóng vào mùa hè và lạnh vào mùa đông, mưa trung bình 250–500 mm mỗi năm.
Cây cối thường cao hơn 30 cm, thí dụ cỏ grama xanh và cỏ trâu, cây xương rồng, ngải đắng, speargrass, và những thực vật nhỏ giống cây hướng dương. Các động vật bao gồm cáo Corsac, chuột Mông Cổ (Meriones unguiculatus), linh dương Saiga, linh miêu, và chim ưng Saker (Falco cherrug).
Khu vực thảo nguyên lớn nhất thế giới, thường được gọi là "Đại Thảo nguyên", nằm ở miền trung Nga và các quốc gia lân cận thuộc Trung Á. Thảo nguyên Hắc Hải kéo dài từ Ukraina ở phía tây tới dãy núi Ural và biển Caspi ở phía đông. Về phía đông của biển Caspi, thảo nguyên mở rộng qua Turkmenistan, Uzbekistan và Kazakhstan tới các dãy núi Altai, Koppet Dag và Thiên Sơn. Về phía bắc, ở phía đông của dãy Ural là các cánh rừng taiga thuộc đồng bằng Tây Siberi, kéo dài gần như là tới ven bờ Bắc Băng Dương.
Một khu vực thảo nguyên lớn khác nằm ở miền trung Hoa Kỳ và miền tây Canada. Thảo nguyên Bình nguyên Cao (High Plains) (Hoa Kỳ) là phần xa nhất về phía tây của khu vực  Đại Bình nguyên (Great Plains). Một thảo nguyên quan trọng, đáng chú ý vì không được xếp loại trong số các sa mạc, là Sertão ở đông bắc Brasil.
Một số thảo nguyên cũng được thấy ở các khu vực chuyển tiếp từ khu vực có khí hậu Địa Trung Hải sang khu vực sa mạc, chẳng hạn Tijuana, Baja California và tại các khu vực bị thiếu độ ẩm  do các hiệu ứng chắn mưa, chẳng hạn như ở Zaragoza, Tây Ban Nha.